# Orgoványi gyilkosságok
Az orgoványi gyilkosságok a Tanácsköztarsaság bukását követő, 1919 novemberében történt gyilkosságokat leíró eseménysorozat, mely a fehérterror részeként említhető. A gyilkosságokra a Pest-Pilis-Solt-Kiskun vármegyei (ma Bács-Kiskun vármegye) Orgovány község melletti erődben került. A gyilkosságok pontos részletei bizonytalanok, de egyes történészek szerint a vérengzést Héjjas Iván vezette. A gyilkosságok áldozatai a Tanácsköztársaság funckionáriusai voltak, akiknek legalább egy részéről vélelmezhető, hogy közreműködtek a vörösterrorban. Fontos azonban kiemelni, hogy a gyilkosságokra bírói ítélet nélkül került sor. Az események megítélése erősen megosztó: míg a jobboldal népítéletnek, a baloldal tömeggyilkosságnak kívánja láttatni az orgoványi eseményeket.

## Háttér
A Tanácsköztársaság idején országszerte tombolt a vörösterror, mely során a kommunista hatalom Szamuely Tibor és Lukács György vezetésével számos embert tartóztatott le, illetve végeztetett ki. Ezek célja a kommunista hatalom megszilárdítása és a politikai ellenfelek elnyomása volt

## Történések
A Duna-Tisza köze a Tanácsköztárrsaság bukása után, 1919 augusztusa és novembere között román megszállás alá került. Héjjasék már ekkor megpróbálták elvinni a korábbi funkcionáriusokat a fogdából, de a románok és helyi hatóságok megakadályozták. A románok kivonultak Kecskemétről 1919 november közepén, ezt követően Héjjasék 1919. november 19-én éjszaka visszatértek. Létszámbeli főlényük, illetve erélyes fellépésük okán az őrség nem akadályozta meg őket abban, hogy harminchat embert hurcoljanak el a körnéykbeli erdőbe, ahol ezen személyek életüket vesztették. Az eset a környékbeli tisztogatások egyik része volt, máskor például a Kecskemét-Budapest vonaton nem kommunistákat, hanem néhány, gazdagnak látszó zsidót támadtak meg, akiket kiraboltak és megöltek. Az orgoványi erdőben történtek részleteiről pontos információ nem tudható, de nem zárható ki az sem, hogy a foglyokat kivégzésük előtt meg is kínozták.

## Antiszemitizmus kérdésköre
Az antiszemitizmus kérdése az Orgoványi vérengzés kontextusában összetett és vitatott. Ormos Mária akadémikus szerint „Ezekben az akciókban áldozatként a zsidók mindig élenjártak, akár politizáltak, kormányoztak a Tanácsköztársaság idején, akár nem”. Ugyanakkor hozzátette, hogy a zsidó lakosság nagy része inkább nagyvárosokban lakott, tehát a Tanácsköztársaság falusi funkcionáriusainak nagyobb része nem volt zsidó. Bár ez önmagában még nem zárja ki, hogy a helyi, kis létszámú zsidó közösség nagy része viszont a tanácsrendszer funkcionáriusa volt, Ormos ezt sem tarja valószínűnek.

## Bayer Zsolt kiejelentése és annak fogadtatása
2011-ben Bayer Zsolt egy publicisztikájában a nyugati kritikákra válaszul a „Sajnos nem sikerült mindet beásni nyakig az orgoványi erdőben… " megfogalmazással élt. E kijelentés súlyosan megosztó fogadtatásban részesült. Pelle János, a HVG újságírója Bayer írását élesen kritizálta, cikkében kifejtette, a kijelentés alapot szolgáltathat arra, hogy a a második Orbán-kormány antidemokratikus intézkedéseit már korábban is bíráló nyugati sajtó az Orbán-kormányt a Horthy-korszakhoz hasonlítsa, mely éppen az EU magyar elnökségének kezdete előtt különösen szerencsétlen, Magyarország nemzetközi megítélését ronthatja.